# Толкунчики
Толку́нчики, или эмпидиды (лат. Empididae) — семейство двукрылых насекомых (Diptera) из подотряда короткоусых (Brachycera).

## Особенности
Эти, как правило, очень маленькие мухи часто окрашены в неприметные коричневые или серые тона. Голова имеет круглую форму, причём у самцов часто встречаются увеличенные глаза. Хоботок у некоторых видов чрезвычайно длинный и служит, как у комаров, для протыкания и высасывания добычи. Ножки этих насекомых относительно длинные.

## Поведение
Толкунчики питаются главным образом другими насекомыми, которых они, как правило, ловят на лету и чьи внутренности они высасывают. При этом нередко совершаются нападения и на значительно более крупных насекомых, чем сами толкунчики, встречается и каннибализм. В то же время представители подсемейства Empidinae в течение эволюции переориентировались на цветочный нектар и принимают животную пищу только на стадии личинок и при спаривании. Существенно увеличенный ротовой аппарат родов Empis и Rhamphomyia развился в сосущий хоботок.

## Размножение
Хорошо изучено размножение толкунчиков. У многих видов этого семейства перед спариванием наблюдается собирание в небольшие группы. Отдельные особи совершают в этих роях быстрые зигзагообразные движения, при которых важную роль играют потоки воздуха. Такие группы всегда состоят либо исключительно из самцов, либо исключительно из самок. К ним время от времени подлетают представители противоположенного пола. Подобные группы встречаются прежде всего у родов Empis, Rhamphomyia и Hilara. Спаривание происходит на лету.
Самцы в парящем полёте ухаживают за самкой. У некоторых толкунчиков при ухаживании самец преподносит самке подарок: лепесток цветка, комочек шерсти или свою добычу — другое насекомое.

## Развитие личинок
Личинки толкунчиков также являются хищниками и поедают различных насекомых. Для дыхания их трахейная система открыта только спереди и сзади. Они обитают в воде или же, что встречается чаще, во влажной почве. Там же происходит и превращение в куколку.

## Галерея

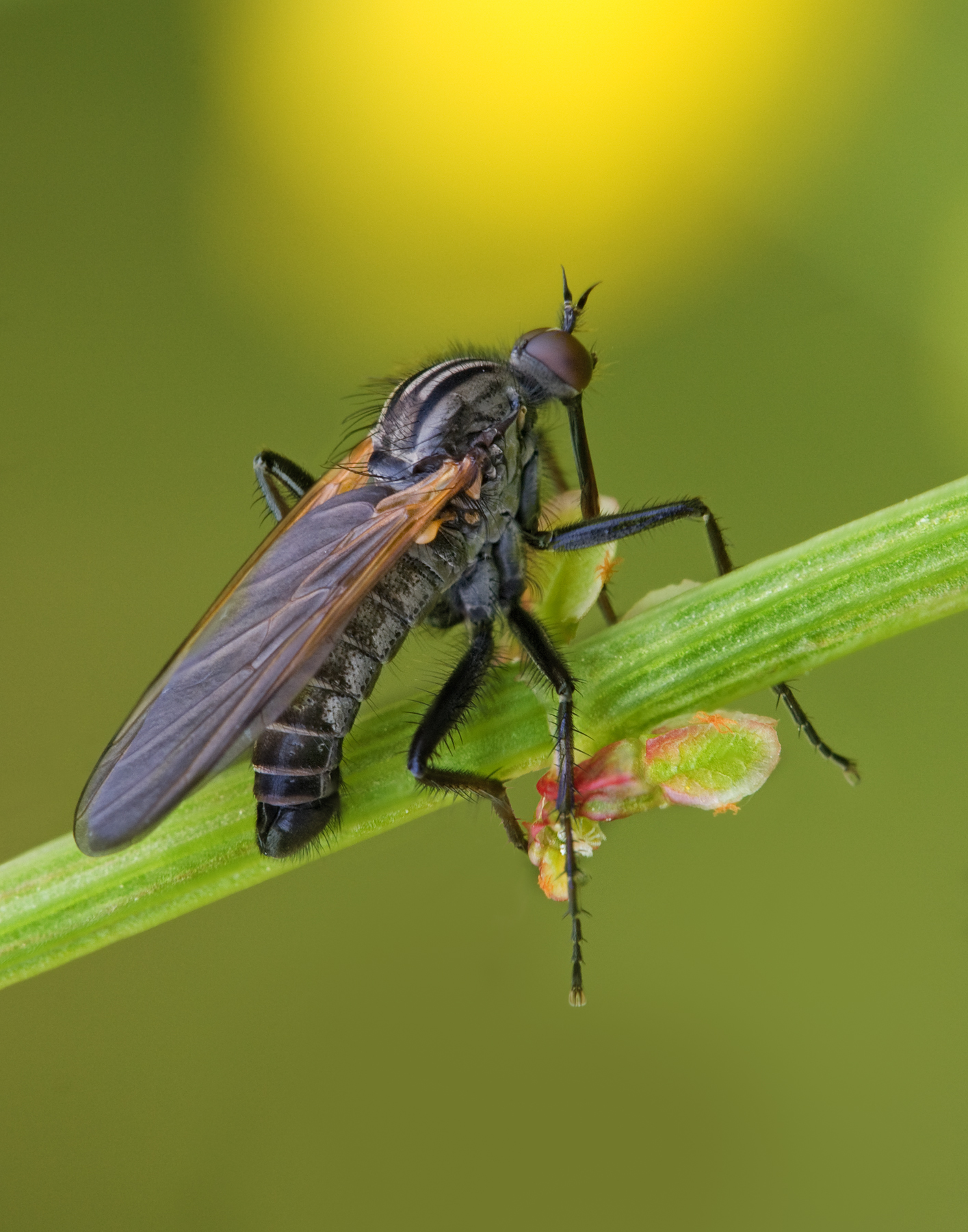
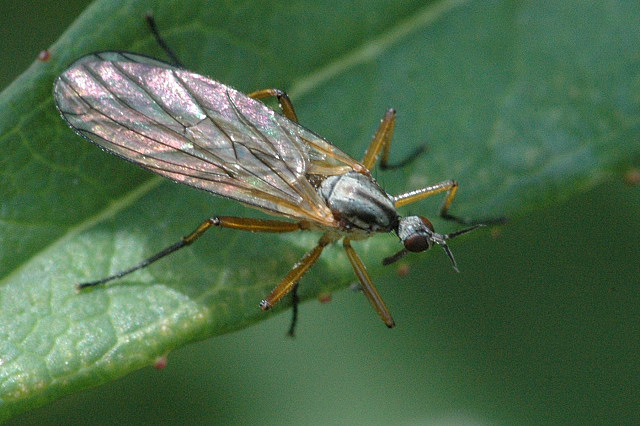
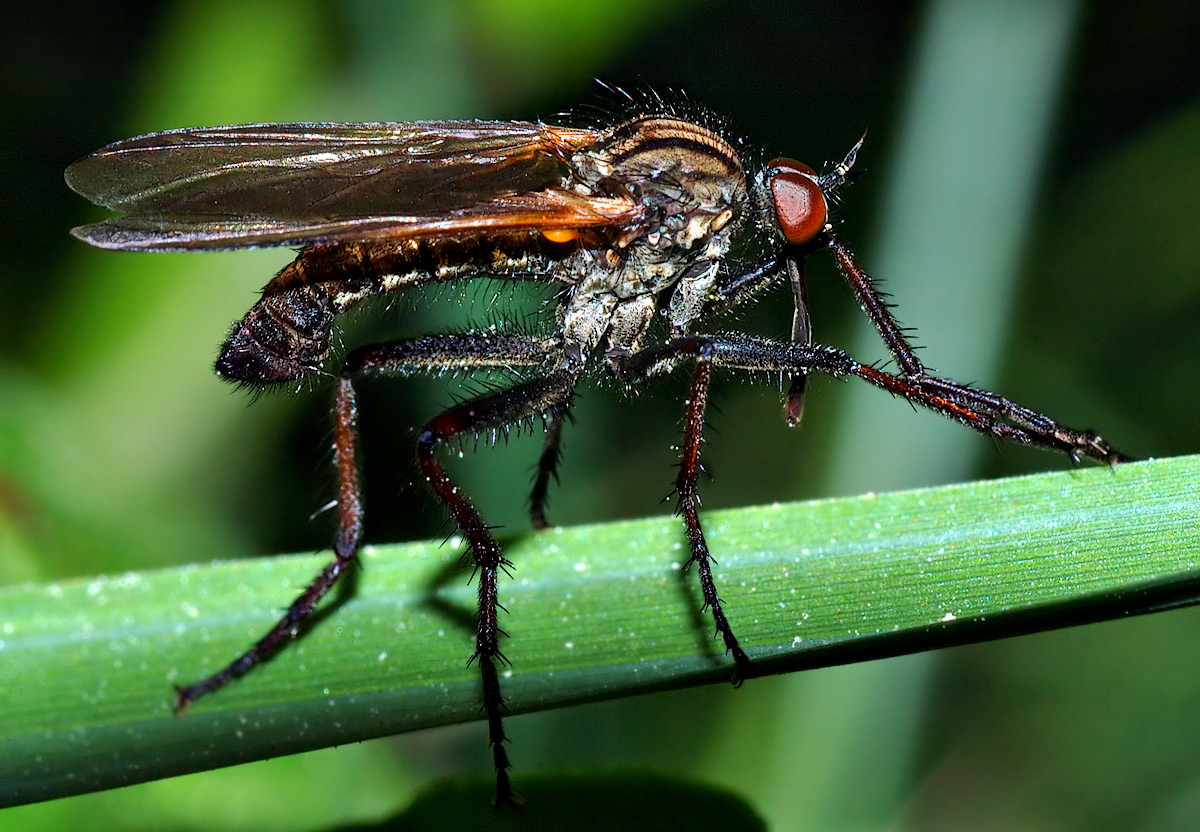
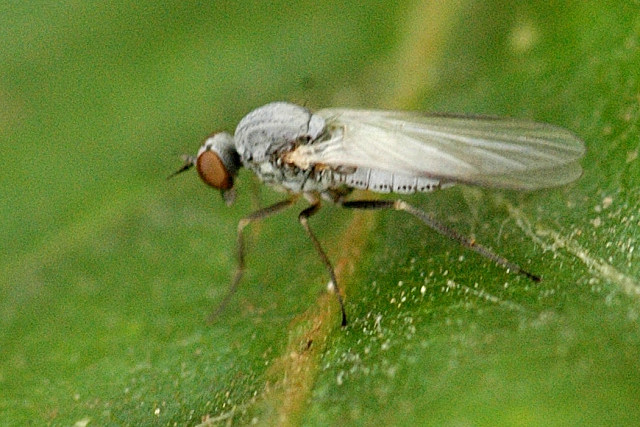
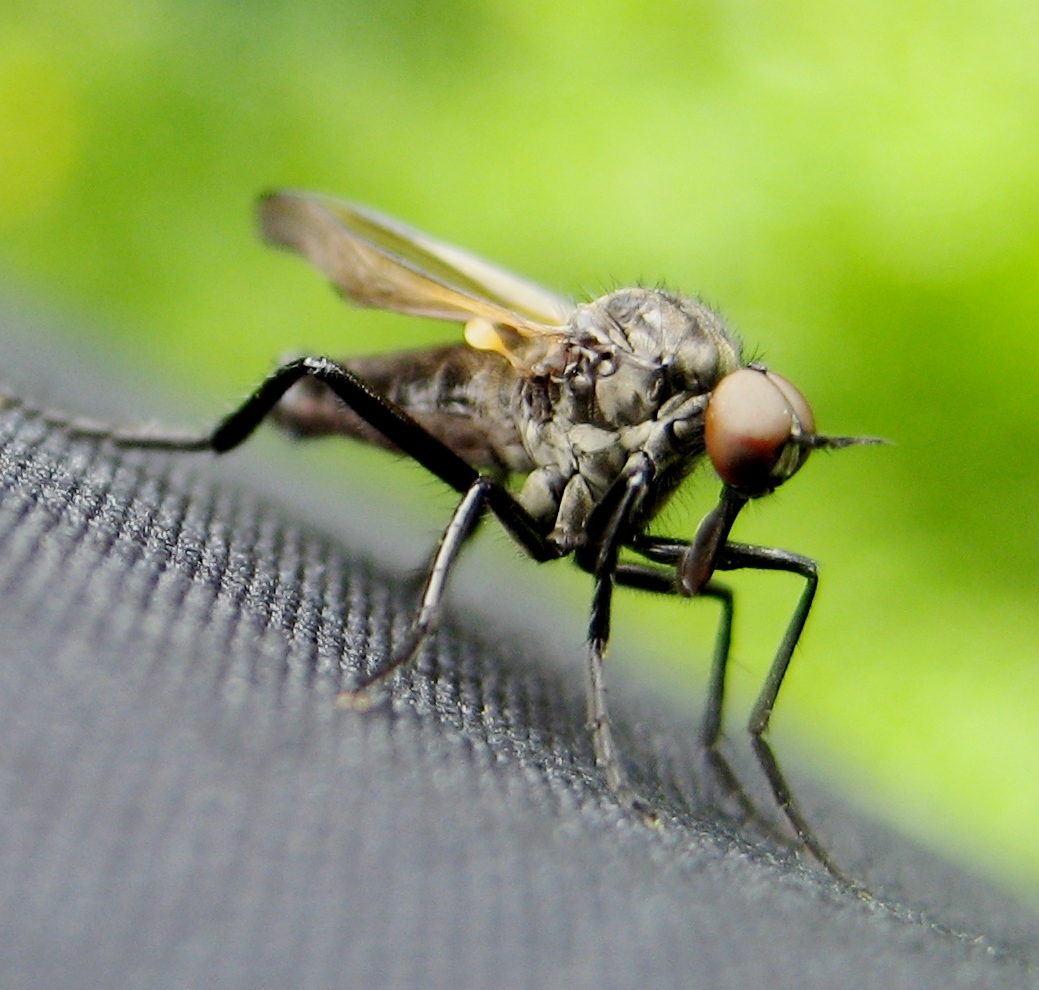

## Классификация
68 родов с около 3050 видами:
1. Achelipoda
2. Adipsomyia
3. Afroclinocera
4. Afrodromia
5. Afroempis
6. Allochrotus
7. Amictoides
8. Aplomera
9. Asymphyloptera
10. Atrichopleura
11. Bandella
12. Bergenstammia
13. Brochella
14. Chelifera
15. Chelipoda
16. Chelipodozus
17. Cladodromia
18. Clinocera
19. Clinorhampha
20. Colabris
21. Cunomyia
22. Deuteragonista
23. Dipsomyia
24. Dolichocephala
25. Doliodromia
26. Drymodromia
27. Dryodromya
28. Edenophorus
29. Empidadelpha
30. Empis
31. Eugowra
32. Gynatoma
33. Hemerodromia
34. Hesperempis
35. Hilara
36. Hilarempis
37. Hilarigona
38. Hormopeza
39. Hybomyia
40. Hydropeza
41. Hypenella
42. Hystrichonotus
43. Lamprempis
44. Macrostomus
45. Metachela
46. Monodromia
47. Munburra
48. Neoplasta
49. Opeatocerata
50. Oreothalia
51. Pasitrichotus
52. Philetus
53. Phyllodromia
54. Porphyrochroa
55. Proagomyia
56. Proclinopyga
57. Ptilophyllodromia
58. Ragas
59. Rhamphella
60. Rhamphomyia
61. Rhyacodromia
62. Roederiodes
63. Sphicosa
64. Thinempis
65. Trichoclinocera
66. Trichohilara
67. Wiedemannia
68. Zanclotus